# أبان بن مروان
أبو عثمان أبان بن مروان بن الحكم هو قائد ووالي أموي. هو ابن مروان بن الحكم وأمه أم أبان بنت عثمان بن عفان وأخو الخليفة الأموي عبد الملك بن مروان. كان أميراً على البلقاء، وكان له ابن اسمه عبد العزيز، أعقب جماعة أولاد.
يزعم موشيه جيل أنه أصبح واليًا للأردن فيما بعد. كان الحجاج بن يوسف قائد شرطة أبان في البداية. تزوج أبان من زينب بنت عبد الرحمن بن الحارث بن هشام من بني مخزوم. أنجبت أطفال، لكن لم يتم ذكر أسمائهم في المصادر.